# Julien Dunilac
Julien Dunilac, Pseudonym von Frédéric Dubois (* 24. September 1923 in Neuchâtel; † 10. Mai 2015 ebd.) war ein Schweizer Schriftsteller, Kulturattaché und Chefbeamter.

## Leben
Frédéric Dubois studierte Soziologie an der Université de Paris-Vincennes. Ab 1945 war er im diplomatischen Dienst in Paris, Berlin und Le Havre tätig, ab 1965 Kulturattaché und ab 1970 Botschaftssekretär in Paris. 1974 wurde er stellvertretender Chef der Abteilung Information und Presse des Eidgenössischen Politischen Departements, 1978 Chef der Abteilung kulturelle Angelegenheiten und UNESCO. Von 1980 bis 1985 war er Direktor des Bundesamts für Kultur.
Als Julien Dunilac verfasste er zahlreiche Gedicht- und Erzählbände, Romane und Hörspiele, daneben auch vier  graphologische Studien.

## Werke

### Lyrik
- La Vue courte, Paris 1952
- La Part du feu, Paris 1954
- Corps et biens, Paris 1957
- Passager clandestin, Neuchâtel 1962
- Futur mémorable, Neuchâtel 1970
- L’Un, Lausanne 1974
- La Passion selon Belle, Lausanne 1985
- Plein ciel, Denges 1985
- Mythologiques, Lausanne 1987
- Précaire victoire, Lausanne 1991
- Incandescence sourde, Lausanne 1994
- Chroniques suivi de Fragments d’une île, Amay 2002
- Territoires de l’exil. Anthologie de 50 ans de poésie, Lausanne 2003
- Cassandre suivi de Poèmes du temps ordinaire, Amay 2004
- Le Carnet chinois, Amay 2005
- Le Garde forestier, Amay 2006
- Chanson du feu, Amay 2007
- Le Cachet de cire, suivi de Transhumance et de Le bleu de l’ombre, Amay 2009
- Le Présomptif été, Lausanne 2010
- L’Estuaire du fleuve, Genève 2012
- Cinquante poèmes en do mineur, Lausanne 2013

### Prosa
- Les Mauvaises têtes. La Baconnière, Neuchâtel 1958
- Hôtel Le Soleil. L’Âge d’Homme, Lausanne 1995
- L’Habit et le moine. L’Âge d’Homme, Lausanne 1996
- Le Coup de grâce. L’Âge d’Homme, Lausanne 1998
- Garden-party. L’Âge d’Homme, Lausanne 2000
- Le Dos au mur. Slatkine, Genève 2001
- La Méduse. L’Âge d’Homme, Lausanne 2002
- Le Funiculaire. L’Âge d’Homme, Lausanne 2004
- Les Métaphores. Slatkine, Genève 2005
- Héloïse au miroir. L’Âge d’Homme, Lausanne 2006
- La Voisine des vieux. Slatkine, Genève 2007
- Lettre du placard. L’Âge d’Homme, Lausanne 2008
- L’Étrangère. Editions de la Nouvelle Revue neuchâteloise, Neuchâtel 2009
- La Dernière tonte avant l’hiver. L’Âge d’Homme, Lausanne 2009
- L’Arnaque. L’Âge d’Homme, Lausanne 2011

### Graphologie
- George Sand sous la loupe. Slatkine, Genève 1978
- François Mitterrand sous la loupe. Slatkine, Genève 1981
- Le Conseil fédéral sous la loupe. Slatkine, Genève 1991
- Jean-Jacques Rousseau ou le deuil éclatant du bonheur. Slatkine, Genève 2011